# Mala sirena 2: Povratak u more
Mala sirena 2: Povratak u more (engl. The Little Mermaid II: Return to the Sea) je američki pustolovni animirani film redatelja Jima Kammeruda i Brian Smith iz 2000. godine. Nastavak je filma  Mala sirena iz 1989. Priča se održava više od desetljeća nakon izvornog filma, a usredotočuje se na Arielinu i Erikovu kćer Melody, ljudsku princezu koja planira plivati u moru unatoč zakonu roditelja da joj je zabranjeno prići moru. Ovaj nastavak zvijezda glasove Jodi Benson kao Ariela, Tara Charendoff kao Melody i Pat Carrol kao Morgana, novog negativca filma. Slijedi, Mala sirena 3: Arielino djetinjstvo, animirani film iz 2008. godine.

## Radnja
Ariela i Erik slave rođenje svoje novorođene kćeri Melody na brodu. Arielin otac kralj Triton daje Melody čarobnu školjku s njezinim imenom koja kad se otvori vidi se Atlantida dom sirena i sirenaca. Slavlje je prekinula Ursulina sestra Morgana, koja grabi Melody Arieli iz ruku i prijeti da će Melody, ubaciti u usta svom ljubimcu morskom psu Undertownu ako joj kralj Triton ne preda svoj trozubac. Ariela i Erik uspjevaju poraziti Morganu. Morgana odlazi nazad u dubine,no prijeti da će se vratiti i uzeti trozubac.
Bojte se Morgane i prisjetivši se Ursule, Ariela i Erik odluče, sve dok Morgana ne bude uhvaćena, morat će držati sva znanja o moru od Melody kako bi je zaštitili. Privjesak koji je kralj Triron dao Melody baca u ocean i on pomoću trozubca stvara zid kako bi odvojio kraljevski dvorac od mora. Pri odlasku Triton dodjeljuje Sebastianu da pazi na Melody.
Dvanaest godina kasnije, Melody postaje svjesna majčine zabrane ulaska u more. Međutim, unatoč zabrani Melody se redovito šuljala iz dvorca i plivala, a jednog dana pronašla privjesak. Vidjevši njezino ime na medaljonu ona ga uzme sa sobom kući.Ariela ugleda taj medaljon i shvati da se Melody šulja u more unatoč zabrani Melody se suprotstavlja svojoj majci i, frustriran majčinim odbijanjem da odgovori na njena pitanja, Melody uzima brod i otpliva od kuće. Njezini roditelji uskoro saznaju da je otišla, a Triton koristi svoj trozubac kako bi transformirao Arielu natrag u sirenu kako bi pomogao u potrazi za Melody u vodi,dok će Erik i njegovi ljudi tražiti na kopnu u slučaju da se vrati.
Melody na putu susreće Undertowna,Morganinog morskog psa, i Cloak i Dagger Morganine raže koje je vode u njezinu jazbinu, a Morgana koristi ostatke Ursuline magije da, privremeno, pretvori Melody u sirenu. Morgana kaže da bi transformacija mogla biti trajna ako Melody učini uslugu a to je da joj donese trozubac, za koju tvrdi da joj je ukrao kralj Triton. Uz pomoć novih prijatelja pingvia i Dasha morža, Melody se uspješno vraća Morgani s trozubcem. Ariela pokušava zaustaviti Melody, ali prije nego što ona uspjela objasniti da je Morgana zla, Melody daje trozubac Morgani. S trozubcem u njezinoj moći, Morgana otkriva svoje istinske namjere i uzima Melody, te ju stavi iza ledenog zida u spilji kojeg je stvorila s trozubcem.Čarolija koja je pretvorila Melody u sirenu polako slabi,a ona ne može nikamo.
Morgana odlazi na površinu i koristi čaroliju trozubca da postane gospodarica oceana. Scuttle, Triton, Sebastian i Erik stižu i sprema se borba protiv Morgane i njezinih sluga. Melody, su uspjeli izbaviti njezini prijatelji, stigli su na vrijeme inače bi se mogla utopiti.Na kopnu svi su pali pod Morganinu vlast osim Melody, koja se penje po ledu sve do vrha. Uzme Morgani trozubac i vrati ga Tritonu. Morgana gurne Melody dolje, ali Dash ju spasi, a ona se na njegovom trbuhu onesvijesti. Morgana zapne u santi leda, i zajedno s njenim srušenim dvorcem pada u vodu. Prijatelji uskoro pobjegnu na kopno
Melody se probudi u Erikovim rukama i ispriča se majci, a zatim joj se ona ispriča jer joj nije odala istinu daje prije puno godina postala iz sirene čovjek. Triton nudi Melody da postane sirena trajno. Umjesto toga, Melody trozubcem uništi zid koji je razdvojio dvorac od mora. Sada su u sreći ponovno živjeli morski i ljudski narod, kao prije.

## Uloge
- Jodi Benson kao Ariela
- Tara Strong kao Melody
- Rib Paulsen kao princ Erik
- Pat Carroll kao Morgana
- Samuel E Wright kao Sebastian
- Kenneth Mars kao Kralj Triton
- Cam Clarke kao Flounder
- Buddy Hackett kao Scuttle
- Clancy Brown kao Undertow
- Max Casella kao Tip
- Stephen Furst kao Dash
- Rene Auberjonois kao Louis the Chef
- Edie McClurg kao Carlotta the Maid
- Kay E. Kuter kao Grimsby the Valet
- Tress MacNeille kao Mother Penguin i Baby Penguin
- Frank Welker kao Max the Sheep dog